# Brasil nos Jogos Pan-Americanos de 2015
O Brasil competiu nos Jogos Pan-Americanos de 2015 em Toronto de 10 a 26 de julho de 2015. O Comitê Olímpico do Brasil selecionou uma equipe de 590 atletas. Esta foi a 17ª participação do país nos Jogos Pan-Americanos. O objetivo do Comitê Olímpico Brasileiro era terminar entre os três primeiros países no total de medalhas, como parte dos preparativos para os Jogos Olímpicos de Verão de 2016, no Rio de Janeiro, e superar o número de medalhas da edição anterior (141). Conseguiu ficar em 3º lugar, mas não superou o número de medalhas, apenas igualou. Beisebol, Hóquei sobre grama (feminino), Raquetebol e Patinação velocidade serão os únicos esportes sem representação brasileira. Em 4 de julho de 2015, o nadador Thiago Pereira foi nomeado o porta bandeira da equipe durante a cerimônia de abertura. Thiago Pereira já foi porta bandeira durante a cerimônia de encerramento dos Jogos Pan-Americanos de 2007. A porta bandeira brasileira da cerimônia de encerramento  foi a jogadora de futebol Formiga.

## Medalhistas
| Nome | Esporte               | Evento                       | Gênero    | Dia | Medalha |
| --- | --------------------- | ---------------------------- | --------- | --- | ------- |
| Adriana Aparecida da Silva | Atletismo             | Maratona                     | Feminino  | 18  | Ouro    |
| Juliana dos Santos | Atletismo             | 5000 m                       | Feminino  | 21  | Ouro    |
| Ricardo Fischer Rafael Luz Augusto César Lima Larry Taylor Vítor Benite Carlos Nascimento Rafael Hettsheimeir Rafael Souza João Paulo Batista Léo Meindl Marcus Vinicius Toledo | Basquetebol           | Time                         | Masculino | 25  | Ouro    |
| Marcelo Suartz | Boliche               | Individual                   | Masculino | 25  | Ouro    |
| Isaquias Queiroz | Canoagem              | C-1 200 m                    | Masculino | 13  | Ouro    |
| Isaquias Queiroz | Canoagem              | C-1 1000 m                   | Masculino | 14  | Ouro    |
| Ana Sátila | Canoagem              | Slalom C-1                   | Feminino  | 19  | Ouro    |
| Douglas Brose | Caratê                | −60 kg                       | Masculino | 23  | Ouro    |
| Valéria Kumizaki | Caratê                | −55 kg                       | Feminino  | 23  | Ouro    |
| Natalia Brozulatto | Caratê                | −68 kg                       | Feminino  | 25  | Ouro    |
| Luciana Fabiana Mônica Rafaelle Thaisa Tamires Maurine Formiga Andressa Alves Andressa Machry Cristiane Bárbara Poliana Érika Gabi Zanotti Darlene Raquel Géssica | Futebol               | Time                         | Feminino  | 25  | Ouro    |
| Arthur Zanetti | Ginástica             | Argolas                      | Masculino | 14  | Ouro    |
| Dayane Amaral Morgana Gmach Emanuelle Lima Jéssica Maier Beatriz Pomini Ana Paula Ribeiro | Ginástica             | Grupo geral                  | Feminino  | 18  | Ouro    |
| Dayane Amaral Morgana Gmach Emanuelle Lima Jéssica Maier Beatriz Pomini Ana Paula Ribeiro | Ginástica             | Grupo 5 fitas                | Feminino  | 19  | Ouro    |
| Maik Santos Henrique Teixeira Fernando Pacheco Filho Bruno Santana Raul Campos Lucas Cândido Diogo Hubner Thiagus Petrus dos Santos Alexandro Pozzer Felipe Borges Fábio Chiuffa Vinícius Teixeira Oswaldo Guimarães André Soares César Almeida | Handebol              | Time                         | Masculino | 25  | Ouro    |
| Alexandra Nascimento Samira Rocha Daniela Piedade Amanda Andrade Tamires Araújo Fernanda da Silva Ana Paula Rodrigues Jéssica Quintino Bárbara Arenhart Francielle da Rocha Mayssa Pessoa Elaine Barbosa Jaqueline Anastácio Célia Coppi Deonise Fachinello | Handebol              | Time                         | Feminino  | 24  | Ouro    |
| Charles Chibana | Judô                  | −66 kg                       | Masculino | 12  | Ouro    |
| Tiago Camilo | Judô                  | −90 kg                       | Masculino | 13  | Ouro    |
| Luciano Corrêa | Judô                  | −100 kg                      | Masculino | 14  | Ouro    |
| David Moura | Judô                  | +100 kg                      | Masculino | 14  | Ouro    |
| Érika Miranda | Judô                  | −52 quilos                   | Feminino  | 11  | Ouro    |
| Fernando Reis | Levantamento de peso  | +105 kg                      | Masculino | 15  | Ouro    |
| Joice Souza | Lutas                 | Livre −58 kg                 | Feminino  | 16  | Ouro    |
| João de Lucca | Natação               | 200 m livre                  | Masculino | 15  | Ouro    |
| Felipe França | Natação               | 100 m peito                  | Masculino | 17  | Ouro    |
| Thiago Simon | Natação               | 200 m peito                  | Masculino | 15  | Ouro    |
| Leonardo de Deus | Natação               | 200 m borboleta              | Masculino | 14  | Ouro    |
| Henrique Rodrigues | Natação               | 200 m medley                 | Masculino | 18  | Ouro    |
| Brandonn Almeida | Natação               | 400 m medley                 | Masculino | 16  | Ouro    |
| Matheus Santana João de Lucca Bruno Fratus Marcelo Chierighini Nicolas Oliveira* Thiago Pereira* | Natação               | 4X100 livre                  | Masculino | 14  | Ouro    |
| Luiz Altamir Melo João de Lucca Thiago Pereira Nicolas Oliveira Henrique Rodrigues* Kaio de Almeida* Thiago Simon* | Natação               | 4X200 livre                  | Masculino | 15  | Ouro    |
| Arthur Mendes Marcelo Chierighini Guilherme Guido Felipe França Thiago Pereira* Felipe Lima* | Natação               | 4X100 medley                 | Masculino | 18  | Ouro    |
| Etiene Medeiros | Natação               | 100 m costas                 | Feminino  | 17  | Ouro    |
| Marcel Stürmer | Patinação sobre rodas | Patinação Artistica          | Masculino | 12  | Ouro    |
| Yane Marques | Pentatlo moderno      | Individual                   | Feminino  | 18  | Ouro    |
| Hugo Calderano Thiago Monteiro Gustavo Tsuboi | Tênis de mesa         | Equipe                       | Masculino | 21  | Ouro    |
| Hugo Calderano | Tênis de mesa         | Individual                   | Masculino | 25  | Ouro    |
| Felipe Wu | Tiro esportivo        | Pistola de ar 10 m           | Masculino | 12  | Ouro    |
| Júlio Almeida | Tiro esportivo        | Pistola de ar 50 m           | Masculino | 17  | Ouro    |
| Cassio Rippel | Tiro esportivo        | Rifle 50 m                   | Masculino | 17  | Ouro    |
| Ricardo Winicki | Vela                  | Windsurf RS:X                | Masculino | 18  | Prata   |
| Érica de Sena | Atletismo             | 20 km marcha atlética        | Feminino  | 19  | Prata   |
| Keila Costa | Atletismo             | Salto triplo                 | Feminino  | 21  | Prata   |
| Fabiana Murer | Atletismo             | Salto com Vara               | Feminino  | 23  | Prata   |
| Ronald Julião | Atletismo             | Salto triplo                 | Masculino | 23  | Prata   |
| Brasil | Atletismo             | 4x100                        | Feminino  | 25  | Prata   |
| Hugo Arthuso Daniel Paiola | Badminton             | Duplas                       | Masculino | 15  | Prata   |
| Luana Vicente Lohaynny Vicente | Badminton             | Duplas                       | Feminino  | 15  | Prata   |
| Isaquias Queiroz Erlon Silva | Canoagem              | C-2 1000 m                   | Masculino | 13  | Prata   |
| Edson da Silva | Canoagem              | K-1 200 m                    | Masculino | 14  | Prata   |
| Roberto Maehler Vagner Souta Celso Oliveira Gilvan Ribeiro | Canoagem              | K-4 1000 m                   | Masculino | 12  | Prata   |
| Anderson Oliveira Charles Corrêa | Canoagem              | Slalom C-2                   | Masculino | 19  | Prata   |
| Pedro da Silva | Canoagem              | Slalom K-1                   | Masculino | 19  | Prata   |
| Ana Sátila | Canoagem              | Slalom K-1                   | Feminino  | 19  | Prata   |
| Ghislain Perrier Fernando Scavasin Guilherme Toldo | Esgrima               | Florete em Equipe            | Masculino | 25  | Prata   |
| Francisco Junior Caio Souza Lucas Bitencourt Arthur Zanetti Arthur Mariano | Ginástica             | Equipe                       | Masculino | 11  | Prata   |
| Dayane Amaral Morgana Gmach Emanuelle Lima Jéssica Maier Beatriz Pomini Ana Paula Ribeiro | Ginástica             | 6 maças + 2 arcos            | Feminino  | 20  | Prata   |
| Marcio Jorge Ruy Fonseca Carlos Parro Henrique Plombon | Hipismo               | CCE por equipes              | Misto     | 19  | Prata   |
| Felipe Kitadai | Judô                  | −60 kg                       | Masculino | 11  | Prata   |
| Mayra Aguiar | Judô                  | −78 kg                       | Feminino  | 14  | Prata   |
| Mateus Machado | Levantamento de peso  | −105 kg                      | Masculino | 15  | Prata   |
| Bruno Fratus | Natação               | 50 m livre                   | Masculino | 17  | Prata   |
| Guilherme Guido | Natação               | 100 m costas                 | Masculino | 17  | Prata   |
| Felipe Lima | Natação               | 100 m peito                  | Masculino | 17  | Prata   |
| Thiago Pereira | Natação               | 200 m medley                 | Masculino | 18  | Prata   |
| Etiene Medeiros | Natação               | 50 m livre                   | Feminino  | 17  | Prata   |
| Manuella Lyrio Jéssica Cavalheiro Larissa Oliveira Joanna Maranhão | Natação               | 4x200 medley                 | Feminino  | 16  | Prata   |
| Talitha Haas | Patinação sobre rodas | Patinação Artística          | Feminino  | 12  | Prata   |
| Vinícius Antonelli Jonas Crivella Guilherme Gomes Ives González Paulo Salemi Bernardo Gomes Adrián Delgado Felipe Costa e Silva Bernardo Rocha Felipe Perrone Gustavo Guimarães Josip Vrlić Thyê Bezerra | Polo aquático         | Time                         | Masculino | 15  | Prata   |
| Fabiana Beltrame | Remo                  | Skiff simples peso leve      | Feminino  | 15  | Prata   |
| Ingrid de Oliveira Giovana Pedroso | Saltos ornamentais    | Plataforma 10 m sincronizado | Feminino  | 13  | Prata   |
| Gui Lin Caroline Kumahara Lígia Silva | Tênis de mesa         | Equipe                       | Feminino  | 21  | Prata   |
| Gui Lin | Tênis de mesa         | Individual                   | Feminino  | 25  | Prata   |
| Gustavo Tsuboi | Tênis de mesa         | Individual                   | Masculino | 25  | Prata   |
| Emerson Duarte | Tiro esportivo        | 25 metros pistola rápida     | Masculino | 15  | Prata   |
| Robert Scheidt | Vela                  | Laser                        | Masculino | 18  | Prata   |
| Kahena Kunze Martine Grael | Vela                  | 49erFX                       | Feminino  | 18  | Prata   |
| Álvaro Magliano Vítor Araújo | Voleibol de praia     | Duplas                       | Masculino | 21  | Prata   |
| Rafael Araújo Carlos Eduardo Barreto Tiago Brendle Renan Buiatti Maurício Luiz de Souza João Ferreira Flávio Gualberto Otávio Henrique Pinto Murilo Radke Maurício Silva Douglas Souza Thiago Veloso | Voleibol              | Time                         | Masculino | 26  | Prata   |
| Rosamaria Adenízia Jaqueline Michelle Joycinha Ana Tiemi Fê Garay Camila Brait Angélica Bárbara Macris Mari Paraíba | Voleibol              | Time                         | Feminino  | 25  | Prata   |
| Caio Bonfim | Atletismo             | 20 km marcha atlética        | Masculino | 19  | Bronze  |
| Jucilene de Lima | Atletismo             | Lançamento de dardo          | Feminino  | 21  | Bronze  |
| Flávia de Lima | Atletismo             | 800 m livre                  | Feminino  | 22  | Bronze  |
| Luiz Alberto de Araújo | Atletismo             | Decatlon                     | Masculino | 23  | Bronze  |
| Júlio César de Oliveira | Atletismo             | Lançamento de Dardo          | Masculino | 24  | Bronze  |
| Vanessa Espinola | Atletismo             | Heptatlon                    | Feminino  | 25  | Bronze  |
| Lohaynny Vicente Alex Tjong | Badminton             | Duplas                       | Misto     | 14  | Bronze  |
| Joedison Teixeira | Boxe                  | Peso Médio (−64 kg)          | Masculino | 22  | Bronze  |
| Rafael Lima Duarte | Boxe                  | Peso Pesado (+91 kg)         | Masculino | 23  | Bronze  |
| Hans Mallmann Edson da Silva | Canoagem              | K-2 200 m                    | Masculino | 14  | Bronze  |
| Celso Dias de Oliveira Junior Vagner Souta | Canoagem              | K-2 1000 m                   | Masculino | 13  | Bronze  |
| Valdenice do Nascimento | Canoagem              | C-1 200 m                    | Feminino  | 14  | Bronze  |
| Ana Paula Vergutz | Canoagem              | K-1 500 m                    | Feminino  | 13  | Bronze  |
| Felipe da Silva | Canoagem              | Slalom C-1                   | Masculino | 19  | Bronze  |
| Aline Souza | Caratê                | −50 kg                       | Feminino  | 23  | Bronze  |
| Isabela dos Santos | Caratê                | −68 kg                       | Feminino  | 25  | Bronze  |
| Flávio Cipriano Kacio Freitas Hugo Osteti | Ciclismo              | Velocidade por equipes       | Masculino | 16  | Bronze  |
| Gustavo Monteiro | Ciclismo              | Omnium                       | Masculino | 17  | Bronze  |
| Renzo Agresta | Esgrima               | Sabre individual             | Masculino | 20  | Bronze  |
| Nathalie Moellhausen | Esgrima               | Espada individual            | Feminino  | 21  | Bronze  |
| Ghislain Perrier | Esgrima               | Florete individual           | Masculino | 22  | Bronze  |
| Rayssa CostaNathalie Moellhausen Amanda Simeão | Esgrima               | Espada por equipes           | Feminino  | 24  | Bronze  |
| Andrey da Silva Ventura Jacsson Antônio Wichnovski Matheus Simonete Bressanelli Luan Garcia Teixeira Gustavo Vernes Elosman Euller Silva Cavalcanti Gilberto Moraes Junior Guilherme de Jesus da Silva Vinícius Ribeiro Bruno Jacinto da Silva Gustavo Bonatto Barreto Raphael Guimarães de Paula Eurico Nicolau de Lima Neto Rômulo José Pacheco da Silva Clayton da Silveira da Silva Erik Nascimento Lima Lucas Piazon Luciano da Rocha Neves | Futebol               | Equipe                       | Masculino | 25  | Bronze  |
| Caio Souza | Ginástica             | Salto                        | Masculino | 15  | Bronze  |
| Flávia Saraiva | Ginástica             | Individual geral             | Feminino  | 13  | Bronze  |
| Lorrane Oliveira Letícia Costa Flávia Saraiva Daniele Hypólito Julie Kim Sinmon | Ginástica             | Equipe                       | Feminino  | 12  | Bronze  |
| Angélica Kvieczynski | Ginástica             | Arco                         | Feminino  | 19  | Bronze  |
| Angélica Kvieczynski | Ginástica             | Fita                         | Feminino  | 20  | Bronze  |
| Leandro da Silva Sarah Waddell João Marcari Oliva João Paulo dos Santos | Hipismo               | Adestramento por equipes     | Misto     | 12  | Bronze  |
| Ruy Fonseca | Hipismo               | CCE individual               | Misto     | 19  | Bronze  |
| Victor Penalber | Judô                  | −81 kg                       | Masculino | 13  | Bronze  |
| Nathalia Brígida | Judô                  | −48 kg                       | Feminino  | 11  | Bronze  |
| Rafaela Silva | Judô                  | −57 kg                       | Feminino  | 12  | Bronze  |
| Mariana Silva | Judô                  | −63 kg                       | Feminino  | 13  | Bronze  |
| Maria Portela | Judô                  | −70 kg                       | Feminino  | 13  | Bronze  |
| Maria Altheman | Judô                  | +78 kg                       | Feminino  | 14  | Bronze  |
| Bruna Piloto | Levantamento de peso  | −63 kg                       | Feminino  | 13  | Bronze  |
| Jaqueline Ferreira | Levantamento de peso  | −75 kg                       | Feminino  | 14  | Bronze  |
| Davi Albino | Lutas                 | Greco-Romana 98 quilos       | Masculino | 16  | Bronze  |
| Aline Ferreira | Lutas                 | Livre −75 kg                 | Feminino  | 17  | Bronze  |
| Marcelo Chierighini | Natação               | 100 m livre                  | Masculino | 14  | Bronze  |
| Leonardo de Deus | Natação               | 400 m livre                  | Masculino | 17  | Bronze  |
| Brandonn Almeida | Natação               | 1500 m livre                 | Masculino | 18  | Bronze  |
| Leonardo de Deus | Natação               | 200 m costas                 | Masculino | 15  | Bronze  |
| Thiago Pereira | Natação               | 200 m peito                  | Masculino | 15  | Bronze  |
| Manuella Lyrio | Natação               | 200 m livre                  | Feminino  | 15  | Bronze  |
| Joanna Maranhão | Natação               | 200 m borboleta              | Feminino  | 14  | Bronze  |
| Joanna Maranhão | Natação               | 400 m medley                 | Feminino  | 16  | Bronze  |
| Larissa Oliveira Graciele Herrmann Etiene Medeiros Daynara de Paula Daiane Oliveira* Manuella Lyrio* | Natação               | 4X100 livre                  | Feminino  | 14  | Bronze  |
| Etiene Medeiros Jhennifer Conceição Daynara de Paula Larissa Oliveira Natalia de Luccas* Beatriz Travalon* | Natação               | 4X100 medley                 | Feminino  | 18  | Bronze  |
| Catherine Oliveira Diana Abla Gabriela Dias Izabella Chiappini Lucianne Maia Luiza Carvalho Marina Zablith Marina Canetti Melani Dias Mirella Coutinho Tess Oliveira Victória Chamorro Viviane Bahia | Polo aquático         | Time                         | Feminino  | 14  | Bronze  |
| Juliana dos Santos Bruna Lotufo Beatriz Muhlbauer Edna Santini Paula Ishibashi Isadora Cerullo Cláudia Teles Haline Scatrut Angélica Gevaerd Maria Behrendt Raquel Kochhann Mariana Ramalho | Rugby sevens          | Time                         | Feminino  | 12  | Bronze  |
| Íris Silva | Taekwondo             | −49 kg                       | Feminino  | 19  | Bronze  |
| Raphaella Galacho | Taekwondo             | −67 kg                       | Feminino  | 22  | Bronze  |
| Thiago Monteiro | Tênis de mesa         | Individual                   | Masculino | 25  | Bronze  |
| Caroline Kumahara | Tênis de mesa         | Individual                   | Feminino  | 25  | Bronze  |
| Marcus Vinicius D'Almeida Bernardo Oliveira Daniel Xavier | Tiro com arco         | Equipe                       | Masculino | 17  | Bronze  |
| Fernanda Decnop | Vela                  | Laser Radial                 | Feminino  | 18  | Bronze  |
| Maria Hackerott Cláudio Biekarck Gunnar Ficker | Vela                  | Lightning                    | Misto     | 19  | Bronze  |
| Liliane Maestrini Carolina Horta | Voleibol de praia     | Dupla                        | Feminino  | 21  | Bronze  |

| Esporte              | Medalha de ouro | Medalha de prata | Medalha de bronze | Total |
| Atletismo            | 2               | 5                | 6                 | 13    |
| Badminton            | 0               | 2                | 1                 | 3     |
| Basquetebol          | 1               | 0                | 0                 | 1     |
| Boliche              | 1               | 0                | 0                 | 1     |
| Boxe                 | 0               | 0                | 2                 | 2     |
| Canoagem             | 3               | 6                | 5                 | 14    |
| Caratê               | 3               | 0                | 2                 | 5     |
| Ciclismo             | 0               | 0                | 2                 | 2     |
| Esgrima              | 0               | 1                | 4                 | 5     |
| Futebol              | 1               | 0                | 1                 | 2     |
| Ginástica            | 3               | 2                | 5                 | 10    |
| Handebol             | 2               | 0                | 0                 | 2     |
| Hipismo              | 0               | 1                | 2                 | 2     |
| Judô                 | 5               | 2                | 6                 | 13    |
| Levantamento de peso | 1               | 1                | 2                 | 4     |
| Lutas                | 1               | 0                | 2                 | 3     |
| Natação              | 10              | 6                | 10                | 26    |
| Patinação            | 1               | 1                | 0                 | 2     |
| Pentatlo             | 1               | 0                | 0                 | 1     |
| Polo aquático        | 0               | 1                | 1                 | 2     |
| Remo                 | 0               | 1                | 0                 | 1     |
| Rugby                | 0               | 0                | 1                 | 1     |
| Saltos ornamentais   | 0               | 1                | 0                 | 1     |
| Taekwondo            | 0               | 0                | 2                 | 2     |
| Tênis de mesa        | 2               | 3                | 2                 | 7     |
| Tiro com arco        | 0               | 0                | 1                 | 1     |
| Tiro esportivo       | 3               | 1                | 0                 | 4     |
| Vela                 | 2               | 2                | 2                 | 6     |
| Voleibol             | 0               | 2                | 0                 | 2     |
| Voleibol de praia    | 0               | 1                | 1                 | 2     |
| Total                | 42              | 39               | 60                | 141   |

## Badminton
| Atleta                                 | Evento               | Fase de 64             | Fase de 32                  | Oitavas de final              | Quartas de final           | Semifinais             | Final                       | Pos.              |
| Atleta                                 | Evento               | Adversário e resultado | Adversário e resultado      | Adversário e resultado        | Adversário e resultado     | Adversário e resultado | Adversário e resultado      | Pos.              |
| -------------------------------------- | -------------------- | ---------------------- | --------------------------- | ----------------------------- | -------------------------- | ---------------------- | --------------------------- | ----------------- |
| Alex Tjong                             | Individual masculino | Bye                    | PER Cuba D 0-2              | Não avançou                   | Não avançou                | Não avançou            | Não avançou                 | 23º               |
| Daniel Paiola                          | Individual masculino | Bye                    | CUB Martinez V 2-0          | GUA Ramirez V 2-0             | USA Shu D 1-2              | Não avançou            | Não avançou                 | 8º                |
| Ygor Coelho                            | Individual masculino | Bye                    | ARG Dias V 2-1              | MEX Castillo V 2-0            | GUA Cordon D 0-2           | Não avançou            | Não avançou                 | 7º                |
| Alex Tjong Ygor Coelho                 | Duplas masculino     | n/a                    | n/a                         | PER Cuba / Del Valle D 0-2    | Não avançou                | Não avançou            | Não avançou                 | 10º               |
| Daniel Paiola Hugo Arthuso             | Duplas masculino     | n/a                    | n/a                         | PER Corpancho / Guevara V 2-0 | GUA Ramirez / Solis V 2-0  | DOM Jose / Ozuna V 2-0 | USA Chew / Pongnairat D 0-2 | Medalha de prata  |
| Lohaynny Vicente                       | Individual feminino  | Bye                    | CUB Perez V 2-0             | CHI Chou V 2-0                | CAN Li D 0-2               | Não avançou            | Não avançou                 | 5º                |
| Luana Vicente                          | Individual feminino  | Bye                    | CHI Macaya V 2-0            | USA Wang D 0-2                | Não avançou                | Não avançou            | Não avançou                 | 16º               |
| Fabiana da Silva                       | Individual feminino  | Bye                    | SUR Tjitropido V 2-0        | MEX Ugalde V 2-0              | CAN Honderich D 0-2        | Não avançou            | Não avançou                 | 7º                |
| Fabiana da Silva Paula Beatriz Pereira | Duplas feminino      | n/a                    | n/a                         | MEX Gaitan / Gonzalez D 1-2   | Não avançou                | Não avançou            | Não avançou                 | 11º               |
| Luana Vicente Lohaynny Vicente         | Duplas feminino      | n/a                    | n/a                         | Bye                           | DOM Muñoz / Saturria V 2-0 | CAN Bruce / Chan V 2-0 | USA Eva Lee / Obanana D 0-2 | Medalha de prata  |
| Hugo Arthuso Fabiana da Silva          | Duplas misto         | n/a                    | MEX Muñoz / Gonzalez D 1-2  | Não avançou                   | Não avançou                | Não avançou            | Não avançou                 | 17º               |
| Alex Tjong Lohaynny Vicente            | Duplas misto         | n/a                    | GUA Humblers / Ovando V 2-0 | USA Shu / Lee V 2-0           | JAM Henry / Winter V 2-0   | CAN Ng / Bruce D 0-2   | Não avançou                 | Medalha de bronze |

## Boliche
| Atleta                              | Evento               | Qualificatória | Qualificatória | Qualificatória | Quartas-de-final | Quartas-de-final | Quartas-de-final            | Semifinal                      | Final                  | Pos. |
| Atleta                              | Evento               | Res.           | Pos.           | Ref.           | Res.             | Pos.             | Ref.                        | Adversário e resultado         | Adversário e resultado | Pos. |
| ----------------------------------- | -------------------- | -------------- | -------------- | -------------- | ---------------- | ---------------- | --------------------------- | ------------------------------ | ---------------------- | ---- |
| Charles Robini                      | Individual Masculino | 2 404          | 14º            |                | Não avançou      | Não avançou      | Não avançou                 | Não avançou                    | Não avançou            | 14º  |
| Marcelo Suartz                      | Individual Masculino | 2 611          | 4º Q           | 4 461          | 2º Q             |                  | USA Devin Bidwell V 202-182 | VEN Amleto Monacelli V 201-189 | Medalha de ouro        |      |
| Charles Robini Marcelo Suartz       | Duplas Masculino     | n/a            | n/a            | n/a            | n/a              | n/a              | n/a                         | n/a                            | 4 926                  | 9º   |
| Roberta Rodrigues                   | Individual Feminino  | 2 328          | 17º            |                | Não avançou      | Não avançou      | Não avançou                 | Não avançou                    | Não avançou            | 17º  |
| Stephanie Martins                   | Individual Feminino  | 2 318          | 19º            | Não avançou    | Não avançou      | Não avançou      | Não avançou                 | Não avançou                    | 19º                    |      |
| Roberta Rodrigues Stephanie Martins | Duplas Feminino      | n/a            | n/a            | n/a            | n/a              | n/a              | n/a                         | n/a                            | 4 533                  | 11º  |

## Boxe
| Atleta                  | Evento                                     | Oitavas de final        | Quartas de final       | Semifinais             | Final                  | Pos.              |
| Atleta                  | Evento                                     | Adversário e resultado  | Adversário e resultado | Adversário e resultado | Adversário e resultado | Pos.              |
| ----------------------- | ------------------------------------------ | ----------------------- | ---------------------- | ---------------------- | ---------------------- | ----------------- |
| Julião Neto             | Mosca − 52 quilos masculino                | GUA Valenzuela D 1-2    | Não avançou            | Não avançou            | Não avançou            | 9º                |
| Carlos Rocha            | Galo − 56 quilos masculino                 | GUA DonisV 2-1          | CUB Cruz D 0-3         | Não avançou            | Não avançou            | 5º                |
| Joedison Teixeira       | Meio-médio ligeiro − 64 quilos masculino   | Bye                     | MEX Curiel V 3-0       | CUB Toledo D 0-3       | Não avançou            | Medalha de bronze |
| Roberto Custódio        | Meio-médio − 69 quilos masculino           | CAN Haghighat-Joo V 2-1 | VEN Perez D 0-3        | Não avançou            | Não avançou            | 5º                |
| Michel de Souza Borges  | Meio-pesado − 81 quilos masculino          | USA Nelson V 2-1        | VEN Duran D 0-3        | Não avançou            | Não avançou            | 5º                |
| Juan Gonçalves Nogueira | Pesado − 91 quilos masculino               | n/a                     | CAN Elmais D 1-2       | Não avançou            | Não avançou            | 5º                |
| Rafael Lima             | Super-pesado − mais de 91 quilos masculino | n/a                     | ISV Laurent V 2-1      | VEN Mata D 1-2         | Não avançou            | Medalha de bronze |
| Flávia Figueiredo       | Médio − 75 quilos feminino                 | n/a                     | USA Chields D 0-3      | Não avançou            | Não avançou            | 5º                |

## Futebol
| Equipe                                                                                         | Equipe                                                                                             | Fase de grupos                                                                  | Fase de grupos | Semifinal                 | Final                                             | Pos.              |
| Equipe                                                                                         | Equipe                                                                                             | Adversário e resultado                                                          | Pos.           | Adversário e resultado    | Adversário e resultado                            | Pos.              |
| ---------------------------------------------------------------------------------------------- | -------------------------------------------------------------------------------------------------- | ------------------------------------------------------------------------------- | -------------- | ------------------------- | ------------------------------------------------- | ----------------- |
| Masculino: Andrey Jacsson Bressan Luan Gustavo Henrique Euller Gilberto Tinga Vinícius Ribeiro | Bruno Paulista Barreto Dodô Eurico Rômulo Clayton Erik Lucas Piazon Luciano                        | CAN Canadá BRA 4 – CAN 1 PER Peru BRA 4 – PER 0 PAN Panamá BRA 3 – PAN 3        | 1º (grupo A)   | URU Uruguai BRA 1 – URU 2 | Disputa pelo bronzePAN Panamá BRA 3 – PAN 1 (pro) | Medalha de bronze |
| Feminino: Bárbara Luciana Fabiana Mônica Rafaelle Thaisa Tamires Maurine Formiga               | Andressa Alves Andressa Machry Cristiane Bárbara Poliana Érika Gabi Zanotti Darlene Raquel Géssica | CRC Costa Rica BRA 3 – CRC 0 ECU Equador BRA 7 – ECU 1 CAN Canadá BRA 2 – CAN 0 | 1º (grupo B)   | MEX México BRA 4 – MEX 2  | COL Colômbia BRA 4 – COL 0                        | Medalha de ouro   |

## Judô
| Atleta                | Evento            | Oitavas de final       | Quartas de final            | Semifinais                        | Bronze                     | Final                     | Pos.              |
| Atleta                | Evento            | Adversário e resultado | Adversário e resultado      | Adversário e resultado            |                            | Adversário e resultado    | Pos.              |
| --------------------- | ----------------- | ---------------------- | --------------------------- | --------------------------------- | -------------------------- | ------------------------- | ----------------- |
| Felipe Kitadai        | −60 kg masculino  | Bye                    | COL Futtinico V 010S1-000S2 | CUB Marimon V 000S1-000S3         | n/a                        | ECU Preciado D 000-100    | Medalha de prata  |
| Charles Chibana       | −66 kg masculino  | Bye                    | ESA Aguilera V 100-000      | VEN Mattey V 100-000              | n/a                        | CAN Bouchard V 101-001    | Medalha de ouro   |
| Alex Pombo            | −73 kg masculino  | Bye                    | ESA Rosa V 100-000          | ARG Clara D 000S3-000S2           | CAN Margelidon D 010-100S1 | Não avançou               | 5º                |
| Victor Penalber       | −81 kg masculino  | Bye                    | MEX Farah V 100-000S1       | CUB Silva D 000S2-010S2           | PUR Miranda V 101S1-000S1  | Não avançou               | Medalha de bronze |
| Tiago Camilo          | −90 kg masculino  | Bye                    | CHI Romo V 100S1-000S2      | ARG Schmidt V 110S1-000S4         | n/a                        | CUB González V 000-000S2  | Medalha de ouro   |
| Luciano Corrêa        | −100 kg masculino | Bye                    | VEN Peña V 100-000S2        | ARG Campos V 100-000              | n/a                        | CAN Deschenes V 100-000S4 | Medalha de ouro   |
| David Moura           | +100 kg masculino | Bye                    | PER Santos V 100-000        | VEN Pineda V 000-000S4            | n/a                        | ECU Figueroa V 100-000    | Medalha de ouro   |
| Nathália Brígida      | −48 kg feminino   | Bye                    | VEN Gómez V 000S1-000S2     | ARG Pareto D 000S2-000S1          | ECU Cobos V 002S1-000S2    | Não avançou               | Medalha de bronze |
| Érika Miranda         | −52 kg feminino   | Bye                    | DOM García V 100-000        | ECU Díaz V 001S1-000              | n/a                        | CAN Guica V 110-000       | Medalha de ouro   |
| Rafaela Silva         | −57 kg feminino   | Bye                    | ARG Narváez V 011S1-000S1   | CAN Beauchemin-Pinard D 000-100S1 | VEN Barrios V 012-000S1    | Não avançou               | Medalha de bronze |
| Mariana Silva         | −63 kg feminino   | Bye                    | MEX Gutierrez V 101-000     | CAN Tremblay D 000-100            | COL Velasco V 011S1-000S1  | Não avançou               | Medalha de bronze |
| Maria Portela         | −70 kg feminino   | Bye                    | VEN Rodriguez V 100S1-000   | CAN Zupancic D 001S2-002S1        | MEX Poo V 000-000S1        | Não avançou               | Medalha de bronze |
| Mayra Aguiar          | −78 kg feminino   | Bye                    | MEX Cardenas V 100-000      | CUB Castillo V 000-000S2          | n/a                        | USA Harrison D 000S1-001  | Medalha de prata  |
| Maria Suelen Altheman | +78 kg feminino   | n/a                    | VEN López V 101-000         | MEX Zambotti D 000S2-001S3        | DOM German V 100-000       | Não avançou               | Medalha de bronze |

## Saltos ornamentais
| Atleta                           | Evento                                   | Qualificatória | Qualificatória | Final                  | Pos.             |
| Atleta                           | Evento                                   | Res.           | Pos.           | Adversário e resultado | Pos.             |
| -------------------------------- | ---------------------------------------- | -------------- | -------------- | ---------------------- | ---------------- |
| César Castro                     | Trampolim de 3 m masculino               | 404.85         | 3º Q           | 411.55                 | 4º               |
| Ian Matos                        | Trampolim de 3 m masculino               | 327.05         | 13º            | Não avançou            | 13º              |
| Hugo Parisi                      | Plataforma de 10 m masculino             | 415.30         | 7º Q           | 364.50                 | 8º               |
| Jackson Rondinelli               | Plataforma de 10 m masculino             | 296.80         | 13º            | Não avançou            | 13º              |
| César Castro Ian Matos           | Trampolim de 3 m sincronizado masculino  | n/a            | n/a            | 374.61                 | 4º               |
| Hugo Parisi Jackson Rondinelli   | Plataforma de 10 m sincronizado          | n/a            | n/a            | DNS                    | DNS              |
| Tammy Galera                     | Trampolim de 3 m feminino                | 232.80         | 11º Q          | 247.50                 | 11º              |
| Juliana Veloso                   | Trampolim de 3 m feminino                | 292.80         | 5º Q           | 294.30                 | 6º               |
| Ingrid Oliveira                  | Plataforma de 10 m feminino              | 266.70         | 7º Q           | 329.00                 | 6º               |
| Giovanna Pedroso                 | Plataforma de 10 m feminino              | 295.50         | 6º Q           | 299.50                 | 7º               |
| Tammy Galera Juliana Veloso      | Trampolim de 3 m sincronizado feminino   | n/a            | n/a            | 255.45                 | 4º               |
| Ingrid Oliveira Giovanna Pedroso | Plataforma de 10 m sincronizado feminino | n/a            | n/a            | 291.36                 | Medalha de prata |

## Squash
| Atleta                                         | Evento              | 1ª fase                                                 | Quartas de final                          | Semifinais                           | Final                  | Pos. |
| Atleta                                         | Evento              | Adversário e resultado                                  | Adversário e resultado                    | Adversário e resultado               | Adversário e resultado | Pos. |
| ---------------------------------------------- | ------------------- | ------------------------------------------------------- | ----------------------------------------- | ------------------------------------ | ---------------------- | ---- |
| Tatiana Damásio                                | Individual feminino | USA Olivia Blatchford D 0-3                             | Não avançou                               | Não avançou                          | Não avançou            | 9º   |
| Thaisa Serafini                                | Individual feminino | MEX Carla Urrutia V 3-0                                 | USA Amanda Sobhy D 0-3                    | Não avançou                          | Não avançou            | 5º   |
| Giovanna Veiga Tatiana Damásio                 | Duplas feminino     | n/a                                                     | USA Natalie Grainger / Amanda Sobhy D 0-2 | Não avançou                          | Não avançou            | 5º   |
| Giovanna Veiga Tatiana Damásio Thaisa Serafini | Equipe feminino     | ARG Argentina D 1-2 COL Colômbia D 0-3 CAN Canadá D 0-3 | Disputa 5º a 8º lugar CHI Chile D 1-2     | Disputa 7º lugar GUA Guatemala V 2-0 | Não avançou            | 7º   |

## Tiro com arco
| Atleta                                                 | Evento               | Qualificatória | Qualificatória | Fase de 32             | Oitavas de final       | Quartas de final       | Semifinais               | Final                              | Pos.              |
| Atleta                                                 | Evento               | Pts.           | Pos.           | Adversário e resultado | Adversário e resultado | Adversário e resultado | Adversário e resultado   | Adversário e resultado             | Pos.              |
| ------------------------------------------------------ | -------------------- | -------------- | -------------- | ---------------------- | ---------------------- | ---------------------- | ------------------------ | ---------------------------------- | ----------------- |
| Bernardo Oliveira                                      | Individual masculino | 631            | 22º            | CUB Stevens D 5-6      | Não avançou            | Não avançou            | Não avançou              | Não avançou                        | 17º               |
| Daniel Xavier                                          | Individual masculino | 633            | 20º            | CHI Gimpel V 6-4       | BRA D'Almeida D 5-6    | Não avançou            | Não avançou              | Não avançou                        | 9º                |
| Marcus D'Almeida                                       | Individual masculino | 664            | 4º             | GUA Castro V 6-0       | BRA Xavier V 6-5       | MEX Alvares D 3-7      | Não avançou              | Não avançou                        | 6º                |
| Bernardo Oliveira Daniel Xavier Marcus D'Almeida       | Equipes masculino    | 1928           | 5º             | n/a                    | n/a                    | CAN Canadá V 6-0       | USA Estados Unidos D 0-6 | Disputa pelo bronze CUB Cuba V 5-3 | Medalha de bronze |
| Anne Marcelle dos Santos                               | Individual feminino  | 630            | 8º             | CUB Ojea V 7-1         | COL Redon D 2-6        | Não avançou            | Não avançou              | Não avançou                        | 9º                |
| Larissa Feitosa                                        | Individual feminino  | 619            | 12º            | GUA Valencia V 6-4     | COL Sanchez D 0-6      | Não avançou            | Não avançou              | Não avançou                        | 9º                |
| Sarah Nikitin                                          | Individual feminino  | 618            | 13º            | VEN Villegas V 6-0     | MEX Hinojosa D 2-6     | Não avançou            | Não avançou              | Não avançou                        | 9º                |
| Anne Marcelle dos Santos Larissa Feitosa Sarah Nikitin | Equipes feminino     | 1867           | 4º             | n/a                    | Bye                    | VEN Venezuela D 1-5    | Não avançou              | Não avançou                        | 7º                |

## Tiro esportivo
| Atleta                 | Evento                             | Qualificatórias | Qualificatórias | Final       | Final       |
| Atleta                 | Evento                             | Pontos          | Posição         | Pontos      | Posição     |
| ---------------------- | ---------------------------------- | --------------- | --------------- | ----------- | ----------- |
| Felipe Wu              | Pistola de ar 10 m masculino       | 576-18x         | 2º Q            | 201.8       |             |
| Júlio Almeida          | Pistola de ar 10 m masculino       | 576-15x         | 3º Q            | 95.1        | 7º          |
| Emerson Duarte         | Tiro rápido 25 m masculino         | 279-17x         | 4º Q            | 31          |             |
| Iosef Arêas            | Tiro rápido 25 m masculino         | 546-15x         | 12°             | Não avançou | Não avançou |
| Júlio Almeida          | Pistola 50 m masculino             | 239-07x         | 6º Q            | 189.1       |             |
| Stênio Yamamoto        | Pistola 50 m masculino             | 547-08x         | 2º Q            | 89.8        | 7º          |
| Bruno Heck             | Carabina de ar 10 m masculino      | 614.3           | 6º Q            | 160.3       | 4º          |
| Leonardo Moreira       | Carabina de ar 10 m masculino      | 604.1           | 17º             | Não avançou | Não avançou |
| Bruno Heck             | Carabina deitado 50 m masculino    | 623.8           | 3º Q            | 141.4       | 5º          |
| Cassio Rippel          | Carabina deitado 50 m masculino    | 625.9           | 1º Q            | 207.7       |             |
| Bruno Heck             | Carabina 3 posições 50 m masculino | 1 158-54x       | 3º Q            | 412.2       | 5º          |
| Leonardo Moreira       | Carabina 3 posições 50 m masculino | 1 138-40x       | 13º             | Não avançou | Não avançou |
| Eduardo Rucian Côrrea  | Fossa olímpica masculino           | 105             | 14º             | Não avançou | Não avançou |
| Rodrigo Bastos         | Fossa olímpica masculino           | 105             | 13º             | Não avançou | Não avançou |
| Jaison Sandro Santin   | Fossa Dublê masculino              | 118             | 8º              | Não avançou | Não avançou |
| Luiz Fernando da Graça | Fossa Dublê masculino              | 119             | 6º Q            | 26          | 5º          |
| Renato Portela         | Skeet masculino                    | 110             | 23º             | Não avançou | Não avançou |
| Rachel Silveira        | Pistola de ar 10 m feminino        | 361-03x         | 20º             | Não avançou | Não avançou |
| Rachel Silveira        | Pistola 25 m                       | 544-10x         | 14º             | Não avançou | Não avançou |
| Raquel Gomes           | Carabina de ar 10 m feminino       | 374.6           | 24º             | Não avançou | Não avançou |
| Rosane Ewald           | Carabina de ar 10 m feminino       | 404.8           | 16º             | Não avançou | Não avançou |
| Raquel Gomes           | Carabina 3 posições 50 m feminino  | 538-09x         | 26º             | Não avançou | Não avançou |
| Rosane Ewald           | Carabina 3 posições 50 m feminino  | 555-17x         | 22º             | Não avançou | Não avançou |
| Gisele Braga           | Fossa olímpica feminino            | 41              | 10º             | Não avançou | Não avançou |
| Janice Teixeira        | Fossa olímpica feminino            | 60              | 3º Q            | 10          | 5º          |
| Daniela Carraro        | Skeet feminino                     | 58              | 7º              | Não avançou | Não avançou |

## Voleibol de praia
| Atletas                   | Evento    | Fase de grupos                                                                          | Fase de grupos | Quartas de final          | Semifinal                 | Final                                                  | Pos.              |
| Atletas                   | Evento    | Adversário e resultado                                                                  | Pos.           | Adversário e resultado    | Adversário e resultado    | Adversário e resultado                                 | Pos.              |
| ------------------------- | --------- | --------------------------------------------------------------------------------------- | -------------- | ------------------------- | ------------------------- | ------------------------------------------------------ | ----------------- |
| Álvaro Filho Vitor Felipe | Masculino | ARU Daniel / de Cuba V 2-0 VEN Henríquez / Villafañe V 2-1 MEX Ontiveros / Virgen V 2-0 | 1° (grupo B)   | URU Cairus / Vieyto V 2-0 | CUB Díaz / González V 2-0 | MEX Ontiveros / Virgen D 1-2                           | Medalha de prata  |
| Liliane Carolina          | Feminino  | NIC Machado / Rodríguez V 2-0 CHI Mardones / Rivas V 2-0 CRC Alfaro / Cope V 2-1        | 1° (grupo B)   | URU Gomez / Nieto V 2-1   | ARG Gallay / Klug D 0-2   | Disputa pelo bronze CAN Humana-Paredes / Pischke V 2-0 | Medalha de bronze |